# 오치정 (사가현)
오치정(相知町)은 일본 사가현 북서부에 위치했던 정이며, 히가시마쓰우라군에 속했다.  20세기 중반까지 탄광마을로 번창했다. 2005년에 합병해 가라쓰시의 일부가 되었다.

## 역사
- 1889년 4월 1일 - 정촌제 시행에 의해 16개촌이 합병해 오치촌이 성립하였다.
- 1935년 9월 1일 - 정으로 승격해 오치정이 되었다.
- 2005년 1월 1일 - 가라쓰시와 히가시마쓰우라군 하마타마정·규라기정·기타하타촌·히젠정·진제이정·요부코정이 합병해 가라쓰시의 일부가 되었다.

## 방송 통신

### TV
- 이아이TV(현: 삐~푸루방송)
- NHK 종합 텔레비전
- NHKE테레
- 사가 TV
- 나가사키 방송 (일부 지구)
- [나가사키 국제 TV]] (일부 지구)
- RKB 마이니치 방송(케이블TV 가입시)
- 후쿠오카 방송(케이블TV가입시)
- 규슈 아사히 방송(케이블TV 가입시)
- TVQ 규슈 방송(케이블TV 가입시)
- TV 니시닛폰(케이블TV 가입시)

### 라디오
- FM사가(77.9MHz)
- FM나가사키(79.5MHz/80.3MHz)
- FM쿠마모토(77.4MHz)
- NHK 라디오 제1방송 (612kHz)
- NHK 라디오 제2방송 (1017kHz)
- NBC 라디오 사가 (1116kHz / 93.5MHz)
- KBC 라디오 (1413kHz)
- RKB라디오(1278kHz)
- RKK 라디오 (1197kHz)
- 라디오 NIKKEI
- 케이블 TV에 의해 CROSS FM이나 FM 후쿠오카, 현내 FM국의 재송신이 이루어지고 있다.

## 교통

### 철도
- 규슈 여객철도
  - 가라쓰 선
  - 지쿠히 선

### 도로
- 국도 203호선